# Brian Butch
Brian Butch (ur. 22 grudnia 1984 w Appleton) – amerykański koszykarz, występujący na pozycji środkowego, reprezentant Stanów Zjednoczonych, obecnie asystent trenera w zespole G–League – Wisconsin Herd.
W 2003 wystąpił w meczu gwiazd amerykańskich szkół średnich - McDonald’s All-American.
Zaliczył także epizody na umowach tymczasowych oraz w ligach letnich, w klubach NBA t.j: New Orleans Hornets, Milwaukee Bucks (letnia liga 2012), Denver Nuggets czy Utah Jazz, nie rozegrał jednak w ich barwach żadnego spotkania sezonu zasadniczego.

## Osiągnięcia
Na podstawie, o ile nie zaznaczono inaczej.
NCAA
- Mistrz:
  - sezonu regularnego konferencji Big Ten (2008)
  - turnieju Big Ten (2008)
- Uczestnik rozgrywek NCAA Sweet 16 (2008)[3]
- Zaliczony do:
  - I składu:
    - Big Ten (2008)
    - Academic All-Big Ten (2005)

  - składu All-Big Ten Honorable Mention (2007)[3]

D-League
- Impact Player of the Year (2010)
- MVP meczu gwiazd D-League (2010)
- Zaliczony do:
  - I składu All-D-League (2013)
  - II składu All-D-League (2010)
- Uczestnik meczu gwiazd D-League (2010)
- 2-krotny zawodnik tygodnia (19.02.2012, 8.04.2013)

Reprezentacja
- Brązowy medalista Igrzysk panamerykańskich (2011)[4]